# Margarida da Bretanha
Margarida da Bretanha (em francês: Marguerite de Bretagne; c. 1443 – Nantes, 29 de setembro de 1469) foi a filha mais velha do duque Francisco I da Bretanha e da segunda esposa deste, Isabel da Escócia, filha do rei Jaime I da Escócia e de Joana Beaufort.

## Biografia
Ao morrer seu pai em 1450, Margarida e sua irmã Maria foram excluídas da sucessão em favor do tio, Pedro II, irmão de Francisco.
Em 15 de novembro de 1455, em Vannes, aos doze anos, Margarida casou com Francisco II, conde de Étampes, seu primo-segundo, oito anos mais velho. Três anos depois, Francisco tornou-se duque da Bretanha com a morte de seu tio Artur III. Este havia assumido no ano anterior, sucedendo Pedro II, que não deixara herdeiros.
O casal teve apenas um único filho, também chamado de Francisco, nascido em 29 de junho de 1463 e morto em 25 de agosto do mesmo ano. Margarida era negligenciada pelo esposo, que preferia a Antonieta de Maignelais, outrora amante do rei Carlos VII da França. 
Margarida veio a falecer aos 26 anos, por tuberculose. Francisco II veio a se casar novamente dois anos depois, com Margarida de Foix.